# 圣玛加当主教座堂 (莫纳亨)
圣玛加当主教座堂（St Macartan's Cathedral）是天主教克洛赫教区的主教座堂，位于爱尔兰莫纳亨，建于1861-1893年，也是该郡唯一的天主教主教座堂。

## 历史
19世纪中叶，克洛赫主教的主教座位移到莫纳亨镇。这个计划是由查尔斯·麦克纳利主教于1858年提出。1861年购买了土地。建筑师詹姆斯·约瑟夫·麦卡锡（1817–1882）设计了14世纪哥特式建筑风格的主教座堂，1862年开工。大部分石灰石是在当地开采。1882年后，来自卡文的建筑师小威廉·黑格（1840–1899）建造了高达81米的尖顶，以及门廊。主教詹姆斯·唐纳利监工。1892年8月21日祝圣，主保圣人为圣玛加当。教堂进行了翻修，美丽的内部被简化。